# Дмитрівське (Пологівський район)
Дми́трівське — село в Україні, у Пологівському районі Запорізької області. Населення становить 40 осіб. До 2018 орган місцевого самоврядування — Семенівська сільська рада.

## Географія
Село Дмитрівське знаходиться в балці Отришкова по якій протікає пересихаючий струмок з загатами. На відстані 1 км розташоване село Нова Дача. Поруч проходить залізниця, станція Кирилівка за 6 км.

## Історія
12 червня 2020 року, відповідно до розпорядження Кабінету Міністрів України № 713-р «Про визначення адміністративних центрів та затвердження територій територіальних громад Запорізької області», увійшло до складу Пологівської міської громади.
19 липня 2020 року, в результаті адміністративно-територіальної реформи та ліквідації  Пологівського (1923-2020) району увійшло до складу новоутвореного Пологівського району.

## Населення

### Мова
Розподіл населення за рідною мовою за даними перепису 2001 року:
| Мова       | Кількість | Відсоток |
| ---------- | --------- | -------- |
| українська | 39        | 97.5%    |
| російська  | 1         | 2.5%     |
| Усього     | 40        | 100%     |